# Kim Flowers
Kim Flowers est une actrice américaine qui a joué des seconds rôles dans des films comme Alien, la résurrection ou Independence Day. Sa notoriété provient en grande partie au film Alien, la résurrection, où elle joue aux côtés de Michael Wincott.

## Filmographie

### Cinéma
- Hero (1983), dans le rôle de Kim
- Lui et moi (1988), dans le rôle de Corazon
- Personne n'est parfaite (Nobody's Perfect) (1990), dans le rôle de Jackie
- Independence Day (1994), second rôle
- Danger immédiat (1994), dans le rôle d'une serveuse
- Alien, la résurrection (1997), dans le rôle de Sabra Hillard
- Another Day in Paradise (1998), dans le rôle de Bonnie Johnson
- Las Vegas Parano (1998), dans le rôle de Lounge Lizard

### Séries télévisées
- Les Incorruptibles de Chicago (un épisode, 1987)
- H.E.L.P. (six épisodes, 1990), dans le rôle de Suki Rodriguez
- Code Quantum (un épisode, 1991), dans le rôle de Kate Elroy
- Shattered Mind (1996), dans le rôle de Jane
- Pensacola (cinq épisodes, 1998), dans le rôle de Breaker